# Sajda (Dara)
Sajda (arab. صيدا) – miasto w Syrii, w muhafazie Dara. W 2004 roku liczyło 11 215 mieszkańców.